# Мешко I Плясоногий
Мешко I Плясоногий (Кривоногий) (пол. Mieszko I Plątonogi, нем. Mieszko I. Kreuzbein (Schlenkerbein); ок. 1131/1146 — 16 мая 1211) — князь Силезский (1163—1173), князь Ратиборский с 1173 года, князь Опольский с 1202 года, второй сын польского князя Владислава II Изгнанника и Агнес фон Бабенберг.

## Биография

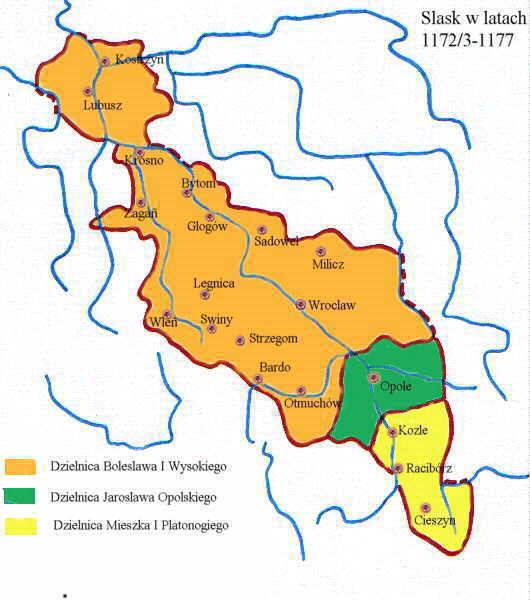
Силезия в 1172—1177 годах
Болеслав I Долговязый
Ярослав (князь опольский)
Мешко I Плясоногий

Точный год рождения Мешко неизвестен. Это произошло в период между 1131 и 1146 годами. Согласно исследованиям разных историков, Мешко мог родиться в 1131 году, около 1138 года или 1139—1141.
Впервые он упоминается в 1146 году, когда его отец, Владислав II, в результате конфликта с братьями был вынужден отправиться в изгнание в Германию. Вместе с ним в изгнание отправилась и семья — жена Агнес и двое сыновей, Болеслав Долговязый и Мешко. Все попытки Владислава при поддержке Конрада III вернуть себе власть результата не принесли.

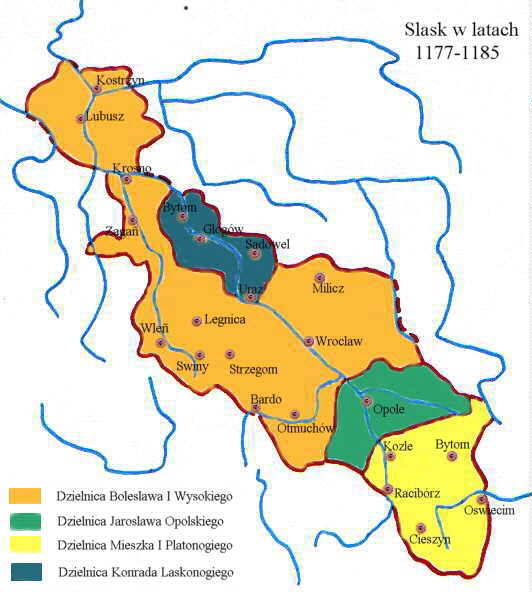
Силезия в 1177—1185 годах
Болеслав I Долговязый
Ярослав (князь опольский)
Мешко I Плясоногий
Конрад Тонконогий

Изгнанники были приняты германским королём Конрадом III, который поселил Владислава в замке Альтенбург в Тюрингии. Старший брат Мешко, Болеслав, достаточно быстро вошёл в окружение короля Конрада III. Мешко же был ещё слишком юн. Его отдали на воспитание в бенедиктинский монастырь Михаэлесберг в Бамберге.
Владислав II умер в Германии в 1159 году. А в 1163 году император Священной Римской империи Фридриха I Барбаросса смог уговорить Болеслава IV Кудрявого передать Болеславу Долговязому и его младшему брату Мешко Силезию. В состав их владений входила Верхняя и Нижняя Силезия с городами Вроцлав, Ополе, Ратибург, Глогув и Легница. Ещё один брат Болеслава, Конрад Тонконогий, родившийся в Альтенбурге во время изгнания, предпочёл остаться в Германии.

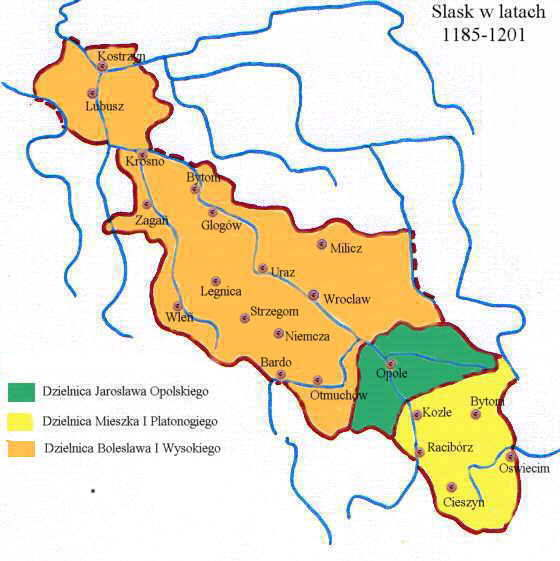
Силезия в 1185—1201 годах
Болеслав I Долговязый
Ярослав (князь опольский)
Мешко I Плясоногий

Формально братья правили вместе, однако реальная власть в княжестве находилась в руках Болеслава. Однако Мешко вскоре перестало устраивать подчинённое положение и в 1172 году он восстал против старшего брата. Мешко поддержал и старший сын Болеслава Ярослав, который опасался, что в результате интриг мачехи (второй жены Болеслава) его отодвинут от наследования её дети. В результате восстания Болеслав был вынужден бежать в Германию. Только в 1173 году после смерти Болеслава IV при новом краковском князе Мешко III благодаря содействию императора Фридриха, предпринявшего новый поход в Польшу, Болеслав смог вернуться. Однако при этом он был вынужден отдать своему брату Мешко Ратибург, а сыну Ярославу — Ополе. Оставшиеся в руках Болеслава владения составили Вроцлавское княжество.
В 1177 году Болеслав организовал восстание против великого князя Польского Мешко III Старого, стремясь занять краковский престол. Но он потерпел поражение и был вынужден бежать. Мешко Плясоногий, в отличие от брата, поддерживал Мешко III Старого. Однако вскоре сандомирский князь Казимир Справедливый и старший сын Мешко III Одон смогли сместить Мешко III, а краковский престол получил Казимир. Чтобы заключить мир с Мешко Плясоногим, Казимир передал ему под управление города Бытом, Освенцим, Миколув, Севеж и Пщина. Вскоре Казимир разрешил вернуться и Болеславу, который был вынужден выделить в отдельное княжество Глогув, переданное повзрослевшему брату Конраду Тонконогому.

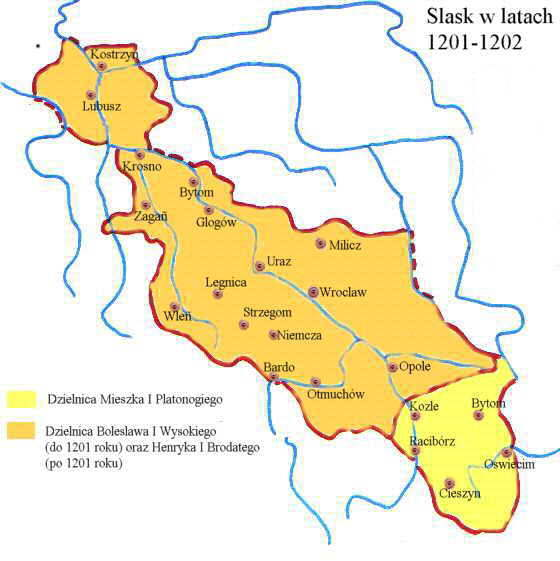
Силезия в 1201—1202 годах
Генрих I Бородатый
Мешко I Плясоногий

После смерти в 1194 году Казимира новым великим князем Польши (князем Кракова) стал его сын Лешек Белый. Однако, поскольку ему было всего 10 лет, то права на Краков вновь предъявил Мешко III Старый, изгнанный в своё время Казимиром. Мешко Плясоногий решил поддержать претензии Мешко Старого. В 1195 году Мешко Плясоногий вместе с племянником Ярославом Опольским выступил на помощь Мешко III. Однако союзник покойного Казимира, галицко-волынский князь Роман Мстиславич, 13 сентября встретил армию Мешко Старого около реки Мозгава. Хотя в разгоревшейся битве на Мозгаве победы не удалось одержать никому, Роман и Мешко Старый были ранены, при этом в битве погиб старший сын Мешко. В итоге армия Мешко Старого была вынуждена отступить. Мешко Плясоногий появился уже после окончания битвы.
В 1201 году умер Болеслав Долговязый, брат Мешко. Незадолго до этого Болеслав после смерти не оставившего наследников старшего сына Ярослава унаследовал Опольское княжество. Наследовал Болеславу во Вроцлаве и Ополе его сын Генрих I Бородатый. Однако уже в 1202 году Мешко Плясоногий, воспользовавшись затруднениями племянника, захватил Опольское княжество. Генрих предпочёл договориться с Мешко о том, что тот выплатит за Ополе денежную компенсацию. Позже дядя и племянник были союзниками.
После смерти Мешко III Старого в 1202 году Мешко Плясоногий предъявил свои права на краковский престол как старший представитель рода Пястов. Однако краковская знать сначала поддержала Лешека Белого, а затем Владислава Тонконогого, сына Мешко Старого. В итоге разгорелась борьба за власть над Краковом, в которой приняли участие также Владислав Одонич, внук Мешко Старого и племянник Владислава Тонконого, Лешек Белый и силезские князья Мешко Плясоногий и Генрих Бородатый.
В спор за Краков вмешался папа римский Иннокентий III. Вначале он признал князем Кракова Лешека Белого. Мешко Плясоногий отказался признать это решение и продолжил борьбу. Только 9 июня 1210 года папа признал права Силезских князей на старшинство, в результате чего Мешко смог утвердиться в Кракове.
Умер Мешко 16 мая 1211 года. По сообщению Яна Длугоша он был похоронен в Краковском соборе. В силезских владениях Мешко наследовал его единственный сын Казимир I.

## Брак и дети

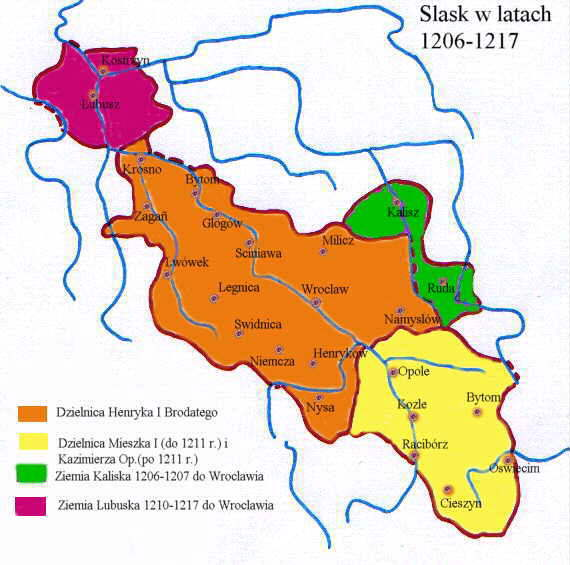
Силезия в 1206—1217
Генрих I Бородатый
Владислав Одонич, 1207
Любушская земля, 1210
Мешко I Плясоногий

Жена: с 1170/1178 Людмила (ум. 20 октября после 1210). Существует несколько гипотез о её происхождении. На основании имени считалось, что она была родом из Чехии. По одной версии отцом Людмилы был князь Оломоуца Ота III Детлеб. Существуют и гипотезы, по которым отцом Людмилы мог чешский князь Собеслав I, князь Зноймо Конрад II или князь Оломоуца Владимир. Дети:
- Казимир I (1176/1179 — 13 мая 1230), князь Ополе и Ратибурга с 1211 года
- Людмила (ум. 14 января 12??)
- Агнешка (ум. 9 мая 12??)
- Евфросинья (ум. 25 мая 12??)
- (?) Рихеза (ум. после 24 сентября 1239)